# Ernie Ladd
Ernest Ladd, conhecido pela alcunha "The Big Cat", (Rayville, 28 de Novembro de 1938 – Franklin, 10 de Março de 2007) foi um jogador universitário e profissional de Futebol americano e um wrestler profissional.

## Carreira futebolística
Ernie Ladd alinhou pelos San Diego Chargers da Liga Americana de Futebol (AFL). Na época de 1963 Ladd jogou em três jogos do campeonato da AFL, ajudando os Chargers a vencer o título nesse ano, com o companheiro de equipa Earl Faison, ambos membros do original Fearsome Foursome.
Ladd passoau a época de 1966 jogando para os Houston Oilers antes de se mudar em 1967 para os Kansas City Chiefs. Aí, com o antigo Grambling membro da equipa Buck Buchanan, completou o que foi provavelmente a mior dupla defensiva na história, e venceu outro título da AFL. Ladd e Buchanan eram membros do Grambling State University Athletic Hall of Fame (outro colega de equipa era Bud Abell).
Jon Morris, dos New England Patriots disse que Ladd foi tão grande, que repreendeu o Sol: "Era escuro. Eu não podia ver a linha de apoio. Eu não podia ver os postes de golo. Era como estar fechado num armário."
Ladd foi um jogador de futebol americano da American Football League All-Star entre 1962 e 1965.

## Carreira no wrestling
Ladd entrou para o mundo do wrestling em 1961. Como uma proeza publicitária, alguns lutadores da área de San Diego desafiaram Ladd para um treino privado de wrestling. Em pouco tempo, Ladd era um competidor em part-time, em Los Angeles, durante a pausa da época futebolística. Ladd tornou-se uma grande atracção em rápida preparação. Ele tornou-se num dos mais odiados "heels" durante a década de 1970, assim como um dos primeiros lutadores negros a retratar um personagem de vilão. Adicionalmente a irritar multidões com a sua arrogância e comportamento colorido durante as entrevistas, tudo sem ser identificado com qualquer estereótipo, Ladd também ganhou infâmia através do uso do seu polegar, o qual Ladd afirmou ter origem numa antigo injúria no futebol. Muitas vezes, quando Ladd aparentava estar em sérios sarilhos durante uma luta, caminhava para fora da arena e aceitava uma derrota. Esta prática tornou-se desde então conhecida como "pulling an Ernie Ladd" em alguns círculos.
Em 1968, Ladd estreou-se na World Wide Wrestling Federation (WWWF), onde se tornou o suporte principal até 1980. Ladd foi empresariado por Ernie Rot, "The Grand Wizard of Wrestling" (O Grande Mago do Wrestling) durante a maior parte da década de 1970, e proporcionou aos Campeões da WWWF, Bruno Sammartino, Pedro Morales e Bob Backlund alguns dos mais duros desafios dos respectivos "reinados". Conhecido pelo seu imenso tamanho e poder, era natural para Ladd criar rixas com outros gigantes. A sua rixa com André the Giant (ao qual Ladd se referia como "Andre the Dummy" (Andre o idiota) durante as entrevistas foi uma das mais faladas da década de 1970. Em meados dessa década, a alcunha de Ladd no wrestling era "The King", e ele haveria de usar uma coroa ornamental para enfatizar isso.
Depois de deixar a WWF, Ladd aventurou-se no território do Mid-South promovido por Bill Watts. Enquanto esteve na zona do Mid-South area, Ladd lutou com Paul Orndorff, Ray Candy, Junkyard Dog e serviu como administrador de Afa & Sika, "the Wild Samoans". Ladd também teve um papel decente como parte de uma equipa com "Bad" Leroy Brown no início da década de 1980.
Ladd retirou-se do wrestling em 1986. Ele foi nomeado para o WWE Hall of Fame em 1995.

## Vida pessoal
- Ele era um "Cristão renascido".
- Ele era um Republicano e grande amigo de ambos os presidentes da família Bush.

## Morte
Ladd morreu no dia 10 de Março de 2007, aos 68 anos de idade, tendo combatido o cancro desde 2004.

## Campeonatos e feitos
- Mid-South Wrestling Association
  - Mid-South Louisiana Heavyweight Championship (2 vezes)
  - Mid-South North American Heavyweight Championship (5 vezes)
  - Mid-South Tag Team Championship (2 times) – com Leroy Brown
- National Wrestling Alliance

Nacional
- NWA Americas Heavyweight Championship (3 vezes)
- NWA United States Tag Team Championship (versão Tri-State) (1 vez) – com The Assassin

Regional
- NWA Central States Tag Team Championship – com Bruiser Brody
- NWA Florida Heavyweight Championship (1 vez)
- NWA Florida Southern Heavyweight Championship (1 vez)
- NWA Georgia Tag Team Championship (1 vez) – com Ole Anderson

- National Wrestling Federation
  - NWF Brass Knuckles Championship (1 vez)
  - NWF Heavyweight Championship (1 vez)
  - NWF North American Championship (2 vezes)
- Pro Wrestling Illustrated
  - PWI colocou-o na 205ª posição do ranking dos 500 melhores wrestlers singles durante o "PWI Years" em 2003.
- World Championship Wrestling
  - 1994 nomeado para o WCW Hall of Fame
- World Class Championship Wrestling
  - WCCW American Heavyweight Championship (1 vez)
  - WCCW Texas Brass Knuckles Championship (1 vez)
  - WCCW Texas Heavyweight Championship (1 vez)
- World Wrestling Association
  - WWA Heavyweight Championship (1 vez)
  - WWA Tag Team Championship (1 vez) – com Baron Von Raschke
- World Wrestling Council
  - WWC North American Heavyweight Championship (1 vez)
- World Wrestling Federation
  - 1995 nomeado para o WWF Hall of Fame